# Сім днів (газета)
«Сім днів, медіа» — обласна суспільно-політична україномовна газета Рівненської області.
Редакція медіа розташовується у Рівному, на вул. Шевченко, 45.
Газета заснована 20 серпня 1993 року. Видається щотижня.
Сайт 7dniv.rv.ua створений в 2019 році

## Історія
Засновником редакції тижневика «Сім днів» була Рівненська міська рада (розпорядження про державну реєстрацію редакції газети за № 1014-р підписав 24 вересня тодішній голова управи Володимир Михайлович Мороз).
Перший номер «Семи днів» побачив світ 1 грудня 1993 року. В редакції, яка тоді була розташована на вул. Лермонтова, 6, працювало 23 особи.
Першим редактором газети, яка виходила на 16 сторінках, була Валентина Шумик.
У вересні 1998 року редакцію очолила Поліна Вальчук.
2003 року головним редактором газети Рівненська міська рада призначила Василя Геруса. У той період тижневик змінив свій дизайн і почав виходити з повнокольоровими 1-ю і останньою сторінками. Крім того, 2004 року засновано розважально-пізнавальний додаток до газети під назвою «Сьомий день».
Із січня 2005 по лютий 2006 року обов'язки головного редактора тижневика виконувала Світлана Калько, а далі, до вересня 2010 року, редакцією керував Олег Тищенко.
Наступним керівником тижневика була призначена заслужена журналістка України Людмила Мошняга.
У жовтні 2018 року згідно із законом про роздержавлення державних і комунальних газет тижневик «Сім днів» реорганізовано у приватне видання (Рішення № 4642 від 26.06.2018  р [Архівовано 31 грудня 2019 у Wayback Machine.].), засновником якого став трудовий колектив редакції. Директором та головним редактором було обрано Василя Геруса.
З 2023 року директором Товариства з обмеженою відповідальністю «Редакція газети „Сім днів“»  та головним редактором сайту є Світлана Пікула.  
Станом на 4 травня 2025 році в медіа працюють Василь Герус (головний редактор газети), журналіст Василь Закревський, редактори сайту Наталія Ягущина та Олег Антонюк.[джерело?]
У різні періоди в редакції «Семи днів» працювали: колишній головний редактор газети «Червоний прапор», краєзнавець, письменник, заслужений журналіст України Георгій Сербін, рівненські письменниці Людмила Марчук і Лідія Рибенко, Надія Курята, Валентина Погонська, Ярослав Поліщук, Володимир Ісаєв, Тетяна Семигіна, Раїса Радчик, Людмила Михалевич, Діна Мазуркевич, Юлія Василенко, Галина Дубова, Тарас Браценюк, Олег Зень, Валентина Романюк (Гриб), Тарас Владичук, Мирослава Опанасик, Валентина Гордич-Рудакова, Оксана Конопацька, Людмила Алконова, Ольга Гаврилюк, Тетяна Кожан, Сергій Снісаренко, Юрій Дюг, Марина Фурс, Олександр Поліщук, Неля Заболотна, Олеся Стеліга, Марія Корнійчук, Олександр Гончарук, Оксана Пицька,  Наталія Ниркова, Валентина Сас, Ніла Вовчик та інші відомі у Рівному та області газетярі.
З газетою активно співпрацювали чи досі співпрацюють: журналісти Віталій Голубєв, Іван Кидрук, перекладач Станіслав Костецький, С. Українець, фотомитець Анатолій Похилюк; спортивні оглядачі Володимир Присяжнюк, викладач НУВГП Микола Пікула, сімейна лікарка Галина Бараболя, авторка художньої прози Алла Мельник, колишня очільниця міського осередку Союзу українок Олена Іванова, голова Економічної спілки підприємців Рівненщини Анатолій Місяченко та інші автори.

## Популярність
Відповідно до результатів соціологічного дослідження «Регіональні ЗМІ в Україні: Рівне-2008», проведеного компанією «GfK Ukraine», про видання знає 35 % громадян області, і 18 % регулярно його читає.

## Відзнаки
Редакція газети «Сім днів» та її журналісти не раз ставали переможцями творчих конкурсів, зокрема:
- 2004, 2013 рр. — редакція перемогла у Рейтингу популярності «Гордість міста» в номінації «Кращий засіб масової інформації»;
- 2012, 2013 рр. — Рівненська обласна організація НСЖУ визнала тижневик «Сім днів» переможцем в обласному творчому конкурсі в номінації «Краща газета року»;
- 2009 р. Національний олімпійський комітет України визнав Світлану Пікулу кращим спортивним журналістом року;
- У номінації «Кращий журналіст року» в обласному журналістському конкурсі РОО НСЖУ перемагали:
- 2011 р. — заступник редактора Наталія Ниркова;
- 2012 р. — редактор Василь Герус;
- 2015 р. — завідувач відділу Сергій Снісаренко.

### Географія поширення, цільова аудиторія
Медіа позиціює себе як регіональне видання, яке висвітлює життя Рівного та Рівненщини. 

### Періодичність
Газета «Сім днів» виходить щотижня, у четвер.

### Інші видання
Окрім самої газети «7 днів», редакція видає додаток «7-й день», який розповсюджується через реалізаторів преси.
У співпраці з Відділ реформування і контролю ЖКГ Рівненського міськвиконкому і спільнотою ОСББ Рівненщини — ГО «Рада голів ОСББ м. Рівне» та ГО «Ресурсний центр підтримки ОСББ Рівненщини» — готує Громадсько-інформаційний вісник «Будні ОСББ». Разом з Управління праці та соціального захисту населення Рівненського міськвиконкому — Громадсько-інформаційний вісник «Турбота», а з Управління охорони здоров'я Рівненського міськвиконкому — Вісник «Медогляд». Водночас періодично випускає довідково-біографічний довідник «Хто є хто: Рівне в особистостях».

### Електронні версії:
- 7dniv.rv.ua [Архівовано 9 квітня 2020 у Wayback Machine.] — проєкт у форматі новинарного сайту
- 7d.rv.ua/ [Архівовано 11 квітня 2020 у Wayback Machine.] — попередній проєкт сайту
- «7 днів. Медіа» @7dniv.rv [Архівовано 30 квітня 2020 у Wayback Machine.]  — проєкт у соціальній мережі Facebook
- 7dniv — проєкт у соціальній мережі Instagram
- https://t.me/rivne_7dniv - Телеграм канал